# RedeTV! ES
RedeTV! ES é uma emissora de televisão brasileira sediada em Vila Velha, porém concessionada em Vitória, respectivamente cidade e capital do estado do Espírito Santo. Opera no canal 18 UHF digital e é afiliada à RedeTV!. Seus estúdios localizam-se no Centro Empresarial Business do Shopping Praia da Costa e sua antena de transmissão está no Morro da Fonte Grande, em Vitória.

## Sinal digital
| Canal virtual | Canal digital | Resolução de tela | Programação                                   |
| ------------- | ------------- | ----------------- | --------------------------------------------- |
| 18.1          | 18 UHF        | 1080i             | Programação principal da RedeTV! ES / RedeTV! |

## Programas
Além de retransmitir a programação nacional da RedeTV!, a RedeTV! ES diversos programas locais:
- Jornal Rede Cidade: Segunda a sexta, 17h
- Na Real com a Dai:
- Cola que é Sucesso: Domingo 10h45
- Presença: Sábado 20h30

Programas Independentes:
- Anunciando o Evangélho Eterno da Igreja Cristã Maranata: Sábado 11h e Domingo 9h
- Conecte-se: Domingo 11h15
- Culto Diário da Igreja Cristã Maranata: Segunda a sexta às 17h30 e Sábado 13h00 e Domingo 13h30
- Destaque: Sábado 10h
- Dica de Luxo:
- Fama e Destaque:
- Formula da Beleza: Sábado 11:45
- Igreja da Graça de Deus: Segunda a sexta 6h e 20h30
- Missa da Paróquia Bom Pastor da Praia da Costa: Domingo 08h
- Na Real com a Dai: Sábado 11h30
- O que Vi da Vida: Domingo 9h30
- Programa da Comadre Joanna Maria: Sábado 18h05
- Programa Fabrício Fabre: Sábado 12h
- Saia da Rotina: 11:15
- Salto Alto: 12h30
- Tá na Rede: Domingo 11h15